# Freiherr-von-Vincke-Realschule Minden
Die Freiherr-von-Vincke-Realschule in der ostwestfälischen Stadt Minden ist neben der Käthe-Kollwitz Schule eine von zwei Realschulen in der Stadt und zählt damit zu den Schulen der Sekundarstufe I. Sie umfasst die Schülerinnen und Schüler der Klassen 5.–10. und schließt mit dem mittleren Bildungsabschluss ab.

## Geschichte
Die Freiherr-von-Vincke-Realschule geht aus der Bürgerschule in der Oberen Altstadt der Stadt Minden hervor. Im Jahr 2011 feierte sie ihr 175-jähriges Bestehen. Nach dem Zweiten Weltkrieg wurden zwei Realschulen in Minden wieder zugelassen: eine Realschule für Mädchen und eine Realschule für Jungen. Am 29. November 1967 erhielt die Realschule für Jungen den neuen Namen Freiherr-von-Vincke-Realschule, nach dem aus Minden stammenden preußischen Reformer Ludwig von Vincke. Die Koedukation wurde 1978 wieder eingeführt, die Schule wird nun auch wieder von Mädchen besucht. Zum Schuljahr 1987 wurde beschlossen die Schule in einen Neubau am westlichen Stadtrand in den Ortsteil Hahlen umzusiedeln; hier war mehr Platz, um den Schulbetrieb schulgerecht umzusetzen. Der Bau begann noch im selben Jahr, 1994 zogen die letzten Klassen um. 1988 wurde die Aufbaurealschule in die Vincke-Schule integriert. Seit dem Jahr 2009 ist die Freiherr-von-Vincke-Realschule eine Ganztagsschule.

## Lage
Der neue Standort der Freiherr-von-Vincke-Realschule war jahrelang das Stadtentwicklungsgebiet der Stadt Minden im Nordwesten der Stadt nördlich des Mittellandkanals. Hier entstand der neue Stadtteil Bärenkämpen.

## Kooperationspartner
Mit der Stadtbibliothek der Stadt Minden besteht ebenso wie mit dem Sportverein TSV Hahlen und dem heimischen Kaffeeproduzenten Melitta eine lange Partnerschaft.